# Serena (romarinna)
Serena, död 408, var en aristokratisk romarinna, brorsdotter till den romerske kejsaren Theodosius I.
Hon var dotter till Honorius, bror till Theodosius I. Hon fick en hög bildning, och beskrivs som Theodosius favoritsysterdotter. År 384 arrangerade hennes farbror kejsaren ett äktenskap mellan henne och sin magister militum Stilicho, med vilken hon fick tre barn (Maria, Eucherius och Thermantia). 
Efter Theodosius död 395 följde hon Stilicho till Milano, där den hennes make var väktare av den unga kejsaren av det västromerska riket, hennes brorson Flavius Augustus Honorius, och hans syster Galla Placidia. År 398 gifte hon och Stilicho sin äldre dotter Maria, ungefär tio år gammal, med den fjortonårige kejsaren. Maria dog mycket ung och förmodligen fortfarande oskuld mellan 404 och 407, varpå Serena gifte sin brorson kejsar Honorius med hennes yngre dotter Thermantia i början av 408.
När tvisten år 404 om den mycket rika och mycket fromma senatordotter Melania skakade konflikt mellan kristna och hedningar, ska den kristna Serena ha influerat kejsaren att ingripa på kristen sida i konflikten. Även i kontroversen kring Johannes Chrysostom följde Honorius hennes råd snarare än Stilichos. Senare, enligt Zosimos, gjorde hon ansträngningar för att förhindra klyftan mellan de västra och östra rikeshalvorna. När Alarik hotade att invadera med sina västgoter, uppmanade hon kejsaren att dra sig tillbaka till det säkrare Ravenna.
Efter att Stilicho, som varit lojal mot kejsaren trots rykten om motsatsen, hade blivit mördad som en påstådd förrädare, var Serena i Rom. Hon var impopulär där på grund av sitt engagemang för Melania, och på grund av hennes vanhelgelse av statyn av Rhea Silvia 395, då hon som kristen hade stulit statyns halsband under förföljelsen mot hedningarna. Enligt Zosimos avrättades hon av den romerska senaten i slutet av 408, som fruktade att hon skulle förråda staden till goterna under Alarik, som belägrade Rom för första gången.